# تاريخ كمي
التاريخ الكمي هو منهج في الأبحاث التاريخية يستخدم الأدوات الكمية والإحصائية والحاسوب. ويعتبر التاريخ الكمي أحد أفرع تاريخ العلوم الاجتماعية وله ثلاث درويات رائدة هي: المناهج التاريخية (Historical Methods) (1967)  وتاريخ العلوم الاجتماعية (Social Science History) (1976)  ودورية التاريخ متعدد التخصصات (Journal of Interdisciplinary History) (1968).
ويعرف كذلك بالتاريخ الجدولي النسقي  للدلالة على (كافة أشكال الكتابات التاريخية التي يكون فيها التأكيد على قياس المعلومات الكمية وتحليلها) باستخدام الإمكانات المشار إليها آنفا، بديلا عن الدراسات التاريخية التقليدية.

## بداياته
يقدم التاريخ الكمي وسائل وآليات منهجية فتحت أمام المؤرخين آفاقا واسعة لتطبيق القواعد المتفق عليها في منهج البحث التاريخي الاستردادي، ولكن هذه الآفاق تمثل في الواقع ثورة في آليات هذا المنهج وفي توفير إمكانات كبيرة للاقتراب الدقيق من الحقيقة التاريخية والابتعاد عن الانتقاء في التعامل مع المصادر ومضامينها وتؤمن استنباطا دقيقا للمعلومات ودلالاتها سواء كانت ظاهرة أو باطنة، جزئية أو كلية وكذلك معرفة مدى تأثيرها وتأثرها ببعضها، مجتمعة أو منفردة، وصولا إلى أقرب صورة للحقيقة التاريخية، إضافة إلى أن هذه المنهجية توفر أرضية ملائمة تثري وتوسع الدراسات التقييمية لما يصدر من أعمال. 
يدلل على ذلك أن دعاة التاريخ الكمي يرون أن مهمة المؤرخ تقتضي التعامل مع المادة التاريخية بشتى أشكالها تعاملا عدديا ضمن أطر إحصائية مبرمجة على الحاسوب ومن ثم استخراج النتائج وتحليلها ، وهو أمر يقع في الصميم مما تفرضه قواعد منهج البحث التاريخي.
وقد كان المؤرخون الغربيون في فرنسا أول من أفاد من هذه الإمكانات فاستخدموا منذ النصف الأول من القرن الماضي سنة 1950م البرامج الإحصائية في دراساتهم ثم ظلوا يتابعون ما استجد من تقدم مطرد في هذا المجال وتمكنوا من إحداث تحول نوعي في دراسات تاريخية قدموها عن صورة السكان في الماضي من حيث المواليد والوفيات والهجرة وحجم السكان وتركيبهم وتركيب الأسرة، ومن ثم فقد عرف نهجهم هذا على أنه ولادة لمدرسة جديدة في الديموغرافية التاريخية (Historical Demography). 
وقد تعمق هذا النهج في السنوات التالية وبخاصة بعد أن تأسست في إنجلترا سنة 1964 جماعة كامبريدج لتاريخ السكان والبناء الاجتماعي  التي اعتمدت على استخراج البيانات عن كل فرد من أفراد الأسرة في مجتمع معين بدءا من ولادته، زواجه، أولاده، وفاته، ثم إجراء عملية ترتيب وفق تسلسل زمني وبصورة محددة لكل نوع من أنواع الأحداث: الزواج، الإنجاب، الوفاة، حيث يتم فرز ذلك حسب الحروف الأبجدية ومن ثم يتم تجميعها حسب لقب العائلة ثم تكوين فروع وعناقيد بأسماء الأسر ووضع الأحداث المتعلقة بكل أسرة وفق تسلسل زمني ثم يصار إلى تحويل هذه المعلومات إلى صور أخرى تسمى صور إعادة تشكل الأسرة.

## قواعد البيانات
لقد بدأ علماء التاريخ الكمي بوضع قواعد بيانات. فتتوفر كميات هائلة من البيانات الاقتصادية والديموغرافية في وسائط مطبوعة. ولقد عمل الباحثون في التاريخ الكمي على تحويل تلك البيانات إلى قواعد بيانات للحاسوب
- الاجتماعية والسياسية: فـأكبر مستودع لتلك البيانات هو اتحاد بين الجامعات للأبحاث السياسية والاجتماعية (ICPSR) في جامعة ميشيغان، والذي يوفر سبيل الوصول إلى مجموعة كبيرة من البيانات الاقتصادية والاجتماعية التي يمكن تنزيلها وهي خاصة بالولايات المتحدة والعالم.
- الاقتصادية: يمتلك علماء التاريخ الاقتصادي مجموعات هائلة من البيانات لا سيما تلك التي كانت الحكومات تجمعها منذ العشرينيات من القرن العشرين. ولقد استخدم المختصون في تاريخ العبودية بيانات تعداد السكان وإيصالات المبيعات ومعلومات الأسعار لإعادة هيكلة التاريخ الاقتصادي للعبودية. تحليل المحتوى هي تقنية مقتبسة من أسلوب البحث الصحفي حيث يتم ترميز الجرائد أو المجلات أو المصادر المشابهة برموز رقمية وفقًا لقائمة موضوعات معيارية. [نيوندروف، دليل تحليل المحتوى (The Content Analysis Guidebook) (2002)]

## أمثلة متعلقة بالتاريخ الإسلامي
عرف النصف الثاني من القرن العشرين والعقد الأول من القرن الحادي والعشرين اتساعا في توجه المؤرخين الغربيين نحو استخدام الوسائل الكمية في دراساتهم التي تركزت على التاريخ الأوربي والأمريكي، دون أن تغيب موضوعات التاريخ الإسلامي عنها، ومن ذلك الدراسات التالية:

### دراسة جورج فايدا وجاكلين سوبليه
انصبت هذه الدراسة على تجريد عديد من كتب التراجم من خلال تحديد كمية ونوعية المعلومات التاريخية التي جردت من كل ترجمة في هذه المصادر ومن ثم إدخالها إلى جهاز الحاسوب بشكل سليم واستخراج المعلومات على شكل فهارس أبجدية أو تاريخية أو على شكل إحصائيات عامة أو جزئية.

### دراسات ريتشارد و. بوليت
أسهم ريتشارد بوليت في عدد من الدراسات التي اعتمد فيها الوسائل الكمية ومنها دراسة استخدمت الطرق الإحصائية فيها لدراسة تراجم رواة الحديث في مدينة نيسابور كما وردت في كتابي الحاكم النيسابوري (ت 405) وعبد الغافر الفارسي (ت 529 هـ). وقد تمكن الباحث من التوصل إلى نتائج مهمة بصدد الحياة في هذه المدينة خلال القرون الخمسة الهجرية الأولى ، كما أن للباحث كتابا تحت عنوان "Conversion to Islam in the Medieval Period: An Essay in Quantitative History" صدر عن مطبعة جامعة هارفارد سنة 1979م. وقد استخدم في كتابه هذا وسائل التاريخ الكمي، وقد تحرى في دراسته معرفة التغير في الأسماء من غير الإسلامية إلى الأسماء الإسلامية في ست مناطق هي؛ مصر وإيران والعراق وتونس وسوريا واسبانيا واعتبر ذلك مؤشرا للتحول نحو الإسلام. كما نشر دراسة موسعة بعنوان "A Quantitative Approach to Medieval Muslim Biographies" دعا فيه إلى تطبيق الوسائل الكمية في دراسة مضامين كتب التراجم الإسلامية، وقدم مشروعا عمليا لتطبيق ذلك. وقد ترجمت الدراسة إلى العربية من قبل شاكر نصيف العبيدي تحت عنوان «طريقة كمية لدراسة معاجم التراجم الإسلامية في العصور الوسطى» وصدرعن الجامعة الإسلامية في المدينة المنورة سنة 1404 هـ / 1990م.

## التاريخ السياسي
يدرس اختصاصيو التاريخ الكمي موضوعات مثل سلوكيات تصويت المجموعات في الانتخابات وسلوكيات التقاضي لدى المشرعين، وتوزيع الرأي العام ومعدلات حدوث الحروب والتشريعات. 'التراجم الجماعية تستخدم معلومات معيارية عن مجموعة كبيرة بهدف استخلاص أنماط التفكير والسلوكيات.

## التاريخ الاجتماعي الحديث
يستخدم «علماء التاريخ الاجتماعي الحديث» (حديث في الستينيات من القرن العشرين) بيانات تعداد السكان ومجموعات البيانات الأخرى لدراسة الشعوب بأكملها. ومن الموضوعات التي يتم دراستها المشكلات الديموغرافية مثل معدلات النمو السكاني ومعدلات المواليد والوفاة والزواج والأمراض والتوزيع المهني والتعليمي والهجرة والتغيرات السكانية.
أن أصعب تقنية مستخدمة هي تقنية ربط الأسماء («ربط سجلات الأسماء») الخاصة بالشخص نفسه والذي تظهر معلومات خاصة به في عدة مصادر مثل تعداد السكان وأدلة المدينة وملفات التعيين وسجلات تسجيل التصويت.

## الموضوعات
إن أكثر المقالات التي تمت قراءتها في الفترة بين عامي 2007 و2008 في تاريخ العلوم الاجتماعية (Social Science History) يمثل مدى اتساع وأسلوب هذا المجال. وكانت أكثر مقالات تمت قراءتها هي:
1. S. J. Kleinberg, "Children's and Mothers' Wage Labor in Three Eastern U.S. Cities, 1880-1920" Mar 01, 2005; 29: 45-76.
2. Ted L. Gragson, Paul V. Bolstad, "A Local Analysis of Early-Eighteenth-Century Cherokee Settlement," Sep 01, 2007; 31: 435-468.
3. Helen Boritch, "The Criminal Class Revisited: Recidivism and Punishment in Ontario, 1871-1920," Mar 01, 2005; 29: 137-170.
4. Javier Silvestre, "Temporary Internal Migrations in Spain, 1860-1930," Dec 01, 2007; 31: 539-574.
5. Eric W. Sager, "The Transformation of the Canadian Domestic Servant, 1871-1931" Dec 01, 2007; 31: 509-537.